# Bazylika katedralna Narodzenia Najświętszej Maryi Panny w Sandomierzu
Bazylika katedralna Narodzenia NMP w Sandomierzu – kościół gotycki wzniesiony ok. 1350-1370, rozbudowany w poł. XV w. Barokowa fasada świątyni pochodzi z 1670 roku. W latach 1708–1776 nastąpiła barokizacja wnętrza. Pod koniec XIX w. katedrę odnowiono według wytycznych ks. Józefa Karsznickiego (m.in. okładzina elewacji z cegły). Katedra od 1818 roku, bazylika mniejsza od 1960 roku.

## Historia
- 1148 – najstarszy znany zapis dotyczący świątyni ufundowanej prawdopodobnie przez Bolesława Krzywoustego około roku 1120 – pochodzący z bulli papieża Eugeniusza III.
- 1191 – Kazimierz Sprawiedliwy nadał kościołowi prawa kolegiaty. Pierwszym prepozytem kolegiaty został Wincenty Kadłubek, kustoszem natomiast Czesław Odrowąż.
- XIII wiek – budowa prostokątnego chóru[2]
- 1303 – kolegiata została ograbiona. Inspiracja przypisywana jest biskupowi Janowi Muskacie.
- 1350 około – początek budowy świątyni w stylu gotyckim z fundacji króla Kazimierza Wielkiego
- 1370 około – ukończenie budowy halowego korpusu
- 1382 – biskup krakowski Jan z Radliczyc konsekrował świątynię
- 1375 – biskup Florian Mokrski ufundował ołtarz św. Jadwigi.
- 1478 – 26 lipca chrzest królewny polskiej Barbary Jagiellonki w obecności króla Kazimierza IV Jagiellończyka i królowej Elżbiety Rakuszanki

## Architektura
Wyposażenie wnętrza jest późnobarokowe i rokokowe (ołtarz główny późnobarokowy z czarnego inkrustowanego marmuru, ołtarze boczne rokokowe rzeźbił M. Polejowski). Polichromie w prezbiterium i na ścianach są w stylu bizantyjsko-ruskim z 1. poł. XV w., odkrywane stopniowo i odnawiane w latach 1887–1934, na sklepieniu przez Juliusza Makarewicza 1933, w nawach Jana Bukowskiego 1935–1939. Ściany naw bocznych obudowane są boazerią z obrazami z lat 1708–1737 z cyklu „Martyrologium Romanum”, malowanymi przez Karola de Prevot. Wśród nich „Mord rytualny” czy przedstawianie rzezi ludności Sandomierza przez Tatarów. W katedrze znajdują się liczne nagrobki.

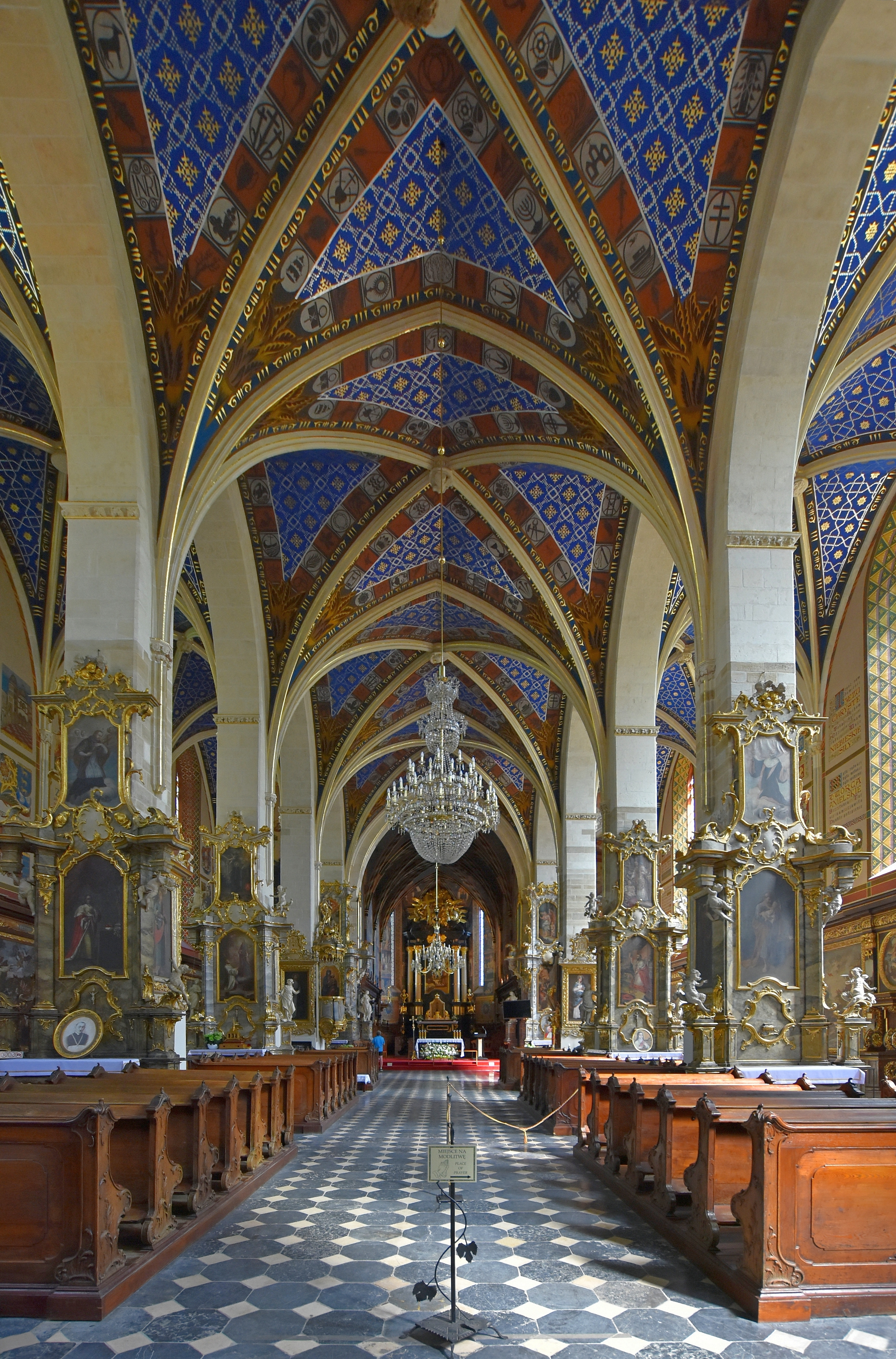
Wnętrze, widok ogólny
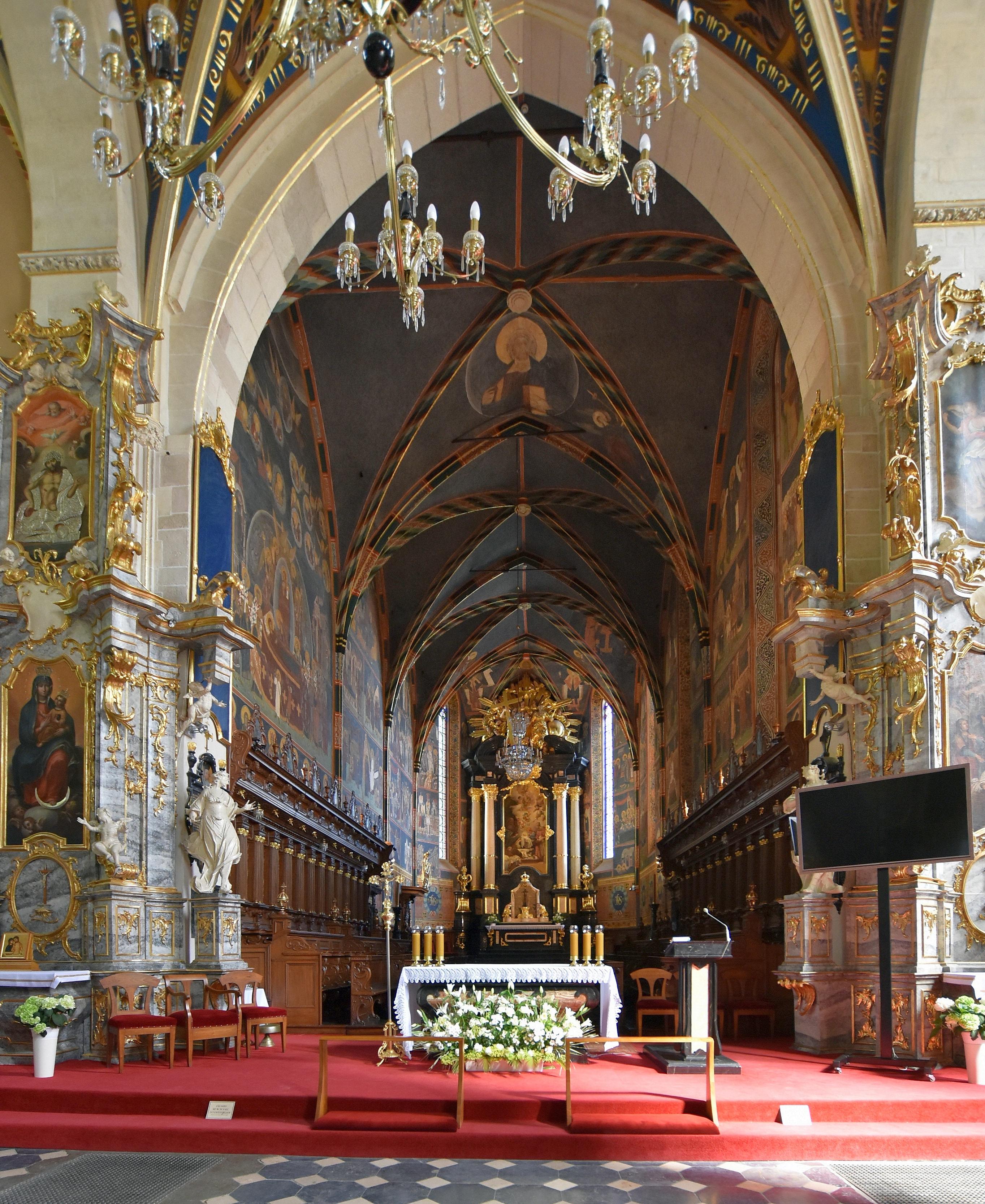
Wnętrze, prezbiterium
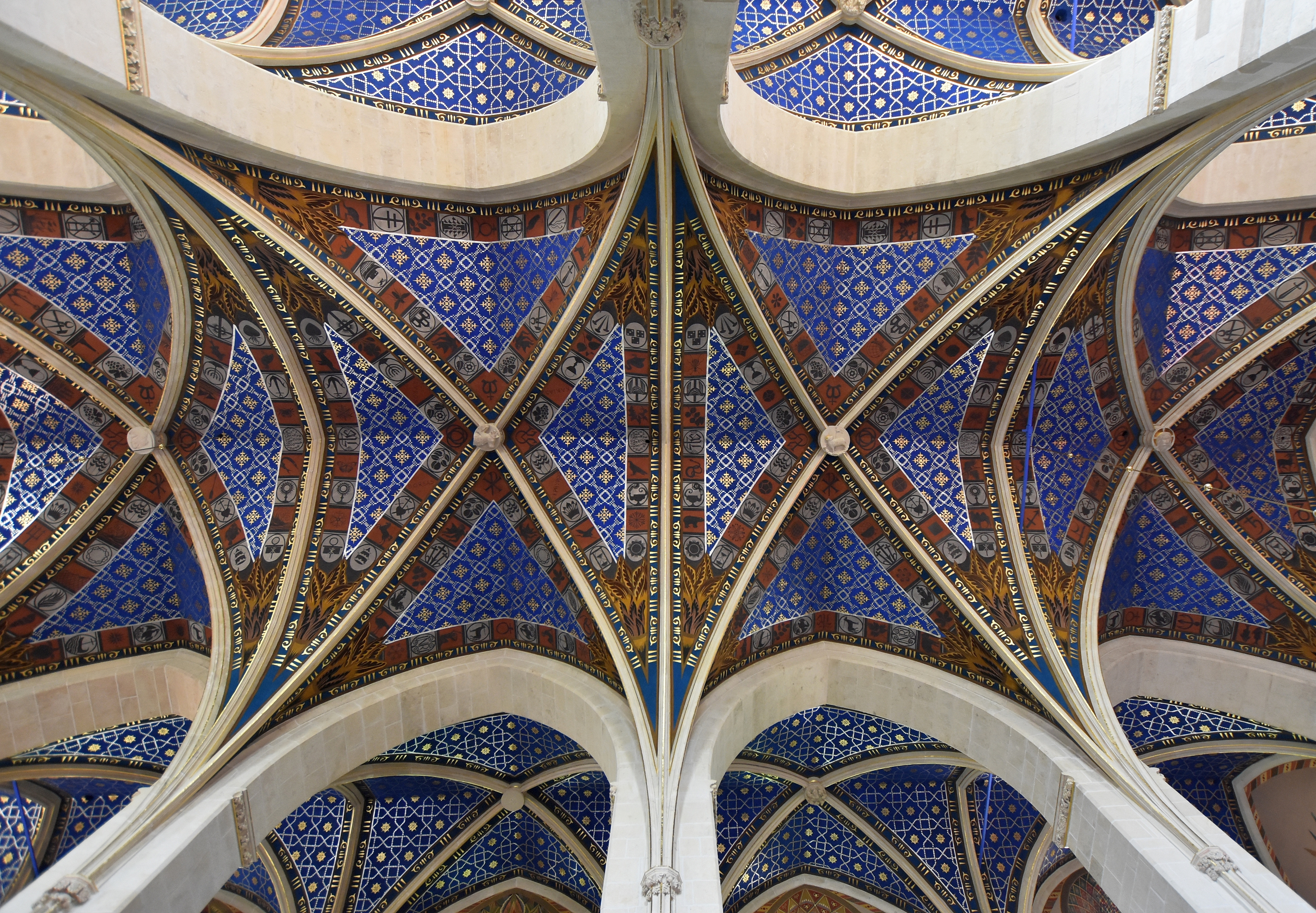
Wnętrze, sklepienie krzyżowo-żebrowe

## Organy
Prospekt pochodzi z poprzednich organów, które zostały zbudowanew 1697 przez Andrzeja Nitrowskiego z Gdańska. Obecny instrument wybudowała firma Adolf Homan i Stanisław Jezierski. W późniejszych latach ks. dr Jan Chwałek zmienił dyspozycję.
| Manuał I                    | Manuał II                | Manuał III        | Pedał            |
| --------------------------- | ------------------------ | ----------------- | ---------------- |
| 1. Pryncypał 16'            | 1. Pryncypał 8'          | 1. Amabilis 16'   | 1. Contrabas 32' |
| 2. Pryncypał 8'             | 2. Burdon 8'             | 2. Flet major 8'  | 2. Subbas 16'    |
| 3. Gemshorn 8'              | 3. Klarnet 8' (labialny) | 3. Violino 8'     | 3. Violonbas 16' |
| 4. Holflet 8'               | 4. Pryncypał 4'          | 4. Undamaris 8'   | 4. Pryncypał 16' |
| 5. Octava 4'                | 5. Rurflet 4'            | 5. Pryncypał 4'   | 5. Puzon 16'     |
| 6. Concerflet 4'            | 6. Octava 2'             | 6. Flet 4'        | 6. Tuba 8'       |
| 7. Octava 2'                | 7. Sesquialtera 2x       | 7. Blokflet 2'    | 7. Octavbas 8'   |
| 8. Quinta 2 2/3'            | 8. Quinta 1 1/3'         | 8. Mixtura 3x     | 8. Oktava 4'     |
| 9. Mixtura 4x               | 9. Siflet 1'             | 9. Obój 8'        | 9. Fletbas 8'    |
| 10. Acuta 3x                | 10. Scharf 3x            | 10. Nazard 2 2/3' |                  |
| 11. Żele 9x (cymbel polski) | 11. Regał 8'             |                   |                  |
| 12. Trompet 8'              |                          |                   |                  |
| 13. Tremoloflet 4'          |                          |                   |                  |

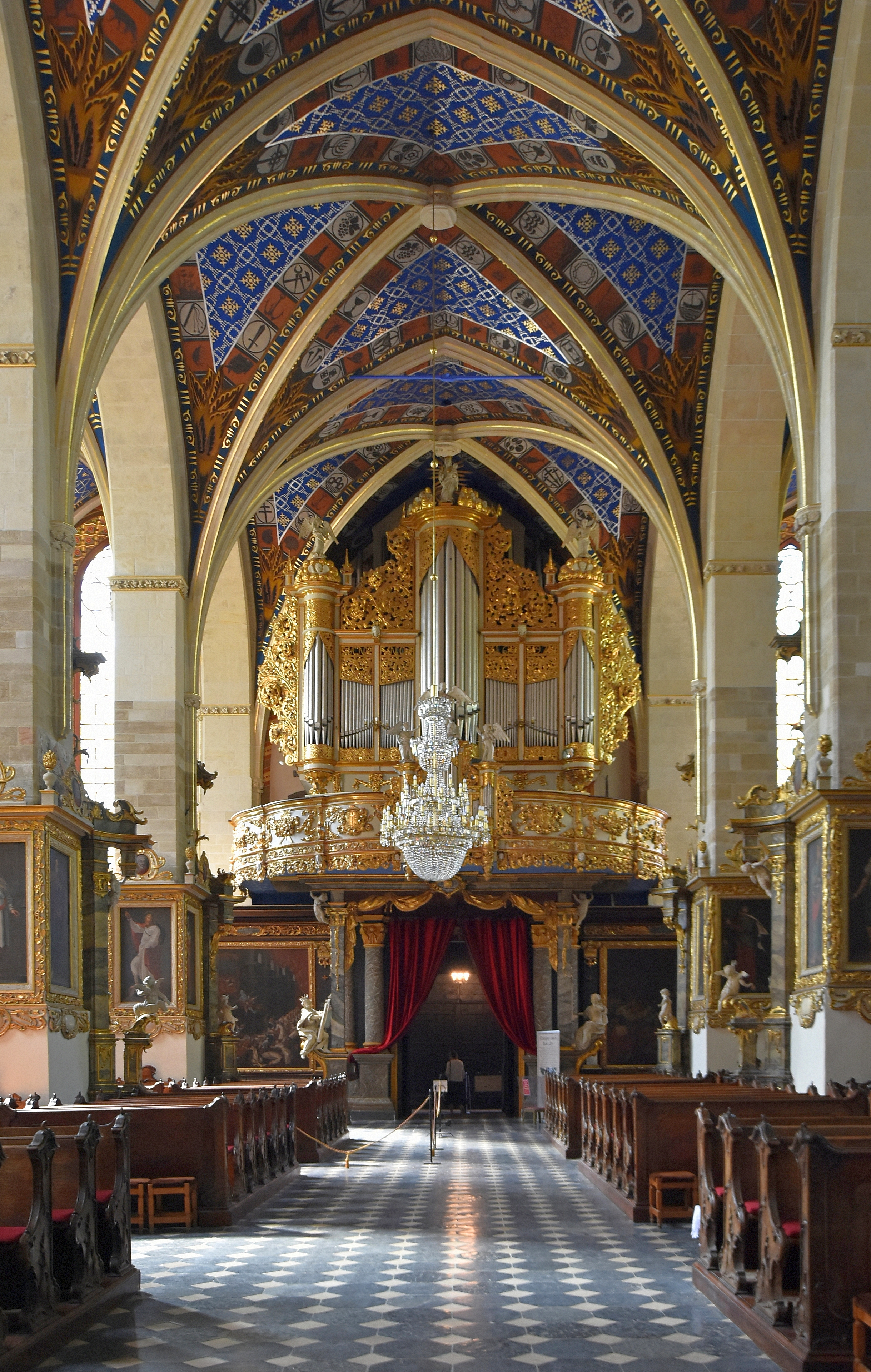
Wnętrze, organy
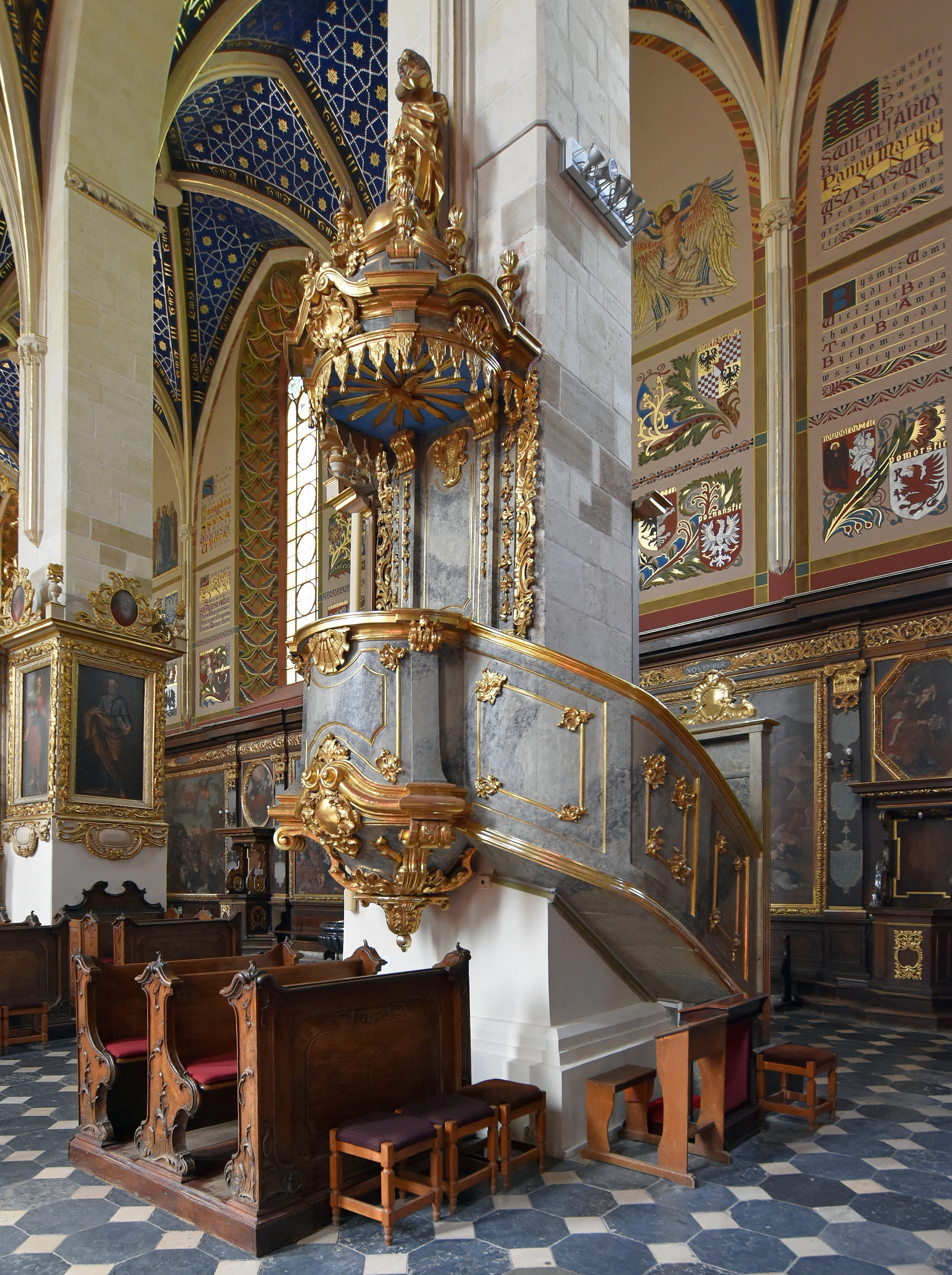
Wnętrze, ambona
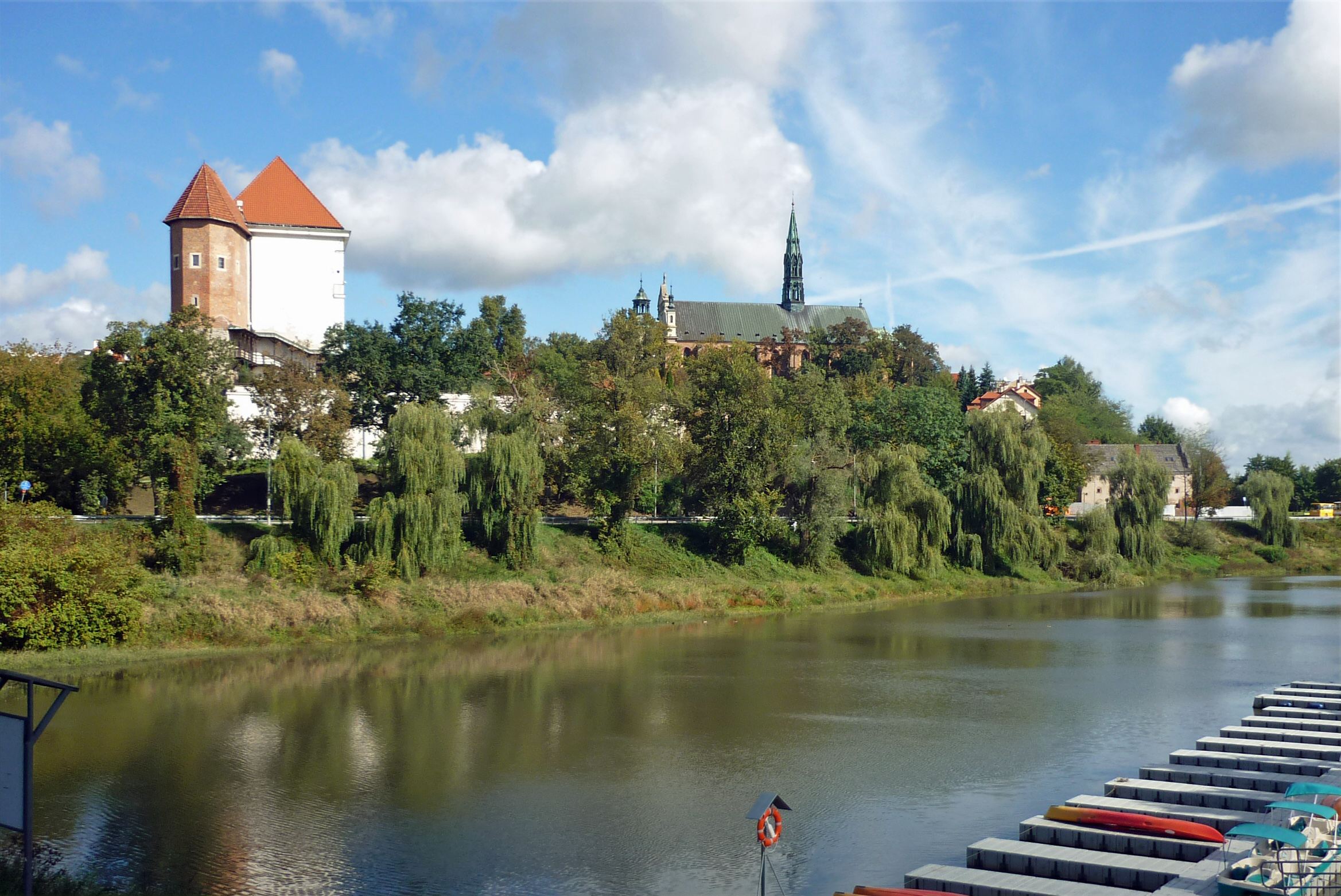
Widok ogólny

## Pochowani w katedrze
- Marcin z Urzędowa (zm. 22 czerwca 1573)

## Pomnik historii

Logo „Pomnik Historii”

22 listopada 2017 r. decyzją prezydenta RP Andrzeja Dudy na wniosek Ministra Kultury i Dziedzictwa Narodowego Piotra Glińskiego, po uzyskaniu opinii Rady Ochrony Zabytków, wpisano sandomierski historyczny zespół architektoniczno-krajobrazowy na listę pomników historii, przyznawany zabytkom nieruchomym o szczególnej wartości historycznej, naukowej i artystycznej, utrwalonym w powszechnej świadomości i mającym duże znaczenie dla dziedzictwa kulturalnego Polski. Obszar tego pomnika obejmuje zabytki sandomierskiej starówki, w tym między innymi bazylikę katedralną, sandomierskie kościoły pw. Nawrócenia świętego Pawła, pw. św. Jakuba, pw. św. Michała, pw. św. Józefa, pw. Ducha Świętego, Dom Długosza, średniowieczny układ urbanistyczny miasta, Brama Opatowska, ratusz, Collegium Gostomianum, Wąwóz Królowej Jadwigi i Wąwóz Piszczele.

## Literatura
- Agata Dworzak, „Fabryka” kolegiaty sandomierskiej w latach siedemdziesiątych XVIII wieku. Kilka uwag o strukturze organizacyjne, [w:] Religia w epoce nowożytnej. Polityka-Społeczeństwo-Kultura, Kraków 2013, s. 8–23.
- Agata Dworzak, Nowe źródła do prac Macieja Polejowskiego w kolegiacie sandomierskiej, [w:] „Roczniki Humanistyczne”, 62 (2014), Nr. 4, s. 33–73.